# Estadio Municipal de Carapegua
Het Estadio Municipal de Carapegua is een multifunctioneel stadion in Carapeguá, een plaats in Paraguay. 
Het stadion werd geopend in 2012. Tijdens de coronapandemie werd dit stadion gebruikt als quarantainestadion.In februari 2021 werd bekendgemaakt dat het stadion weer gerenoveerd zal gaan worden. Het stadion was in de jaren daarvoor in verval geraakt.
Het stadion wordt vooral gebruikt voor voetbalwedstrijden, de voetbalclub Sportivo Carapeguá maakte gebruik van dit stadion. In het stadion is plaats voor minimaal 6.500 toeschouwers. In het stadion ligt een natuurlijk grasveld.